# 酷企鵝
酷企鵝，為日本三麗鷗公司創作的一隻黃嘴巴和腳的黑企鵝造型的男性卡通形象，於1993年4月1日誕生。
酷企鹅是2006年世界籃球錦標賽的吉祥物。台灣通常被譯為「酷企鵝」，在香港地區則多被稱為「XO仔」，因Badtz Maru源自代表X的batsu和代表O的maru。

## 資料
- 名稱：酷企鵝（日語：バッドばつ丸）
- 生日：1993/4/1
- 出生地點：美國夏威夷群島的歐胡島
- 物種：企鵝
- 生肖：雞
- 星座：牡羊座
- 性別：男
- 性格：有點固執、愛鬧脾氣、個性彆扭、帶點兒任性、自我、放肆
- 朋友：花丸、熊貓妹、寵物小鱷魚、愛睏小烏龜、
- 三麗鷗系列朋友:大耳狗、布丁狗、帕恰狗、美樂蒂、凱蒂貓、大眼蛙、酷洛米、巧克貓
- 志願：直接當上社長（即老闆）
- 嗜好：專門收集演反派明星的照片、仗義直言
- 喜歡食物：銀座的高級壽司和拉麵
- 最厲害的絕招：躡手躡腳地走（偷偷溜走最厲害）

## 動畫
2020年在動畫《凱蒂貓和她的朋友們》（英語：Hello Kitty and Friends Supercute Adventures）出鏡，在動畫中酷企鵝和大耳狗、布丁狗、帕恰狗、美樂蒂、凱蒂貓、酷洛米、大眼蛙和巧克貓（Chococat）等多個三麗鷗角色是朋友、此動畫由巴西動畫工作室Split Studio製作

## 外部連結
- 酷企鵝，日本官方網頁
- 酷企鵝，台灣官方網頁